# شتاوای
شتاوای (به صربی: Štavalj) یک منطقهٔ مسکونی در صربستان است که در سینیتسا واقع شده‌است. شتاوای ۱۷٫۴۰ کیلومتر مربع مساحت و ۳۱۲ نفر جمعیت دارد و ۱٬۰۵۸ متر بالاتر از سطح دریا واقع شده‌است.